# Fagopyrum dibotrys
Fagopyrum dibotrys é uma espécie de planta com flor pertencente à família Polygonaceae. 
A autoridade científica da espécie é (D.Don) Hara, tendo sido publicada em Flora of Eastern Himalaya 69. 1966.

## Portugal
Trata-se de uma espécie presente no território português, nomeadamente no Arquipélago dos Açores.
Em termos de naturalidade é introduzida na região atrás indicada.

## Protecção
Não se encontra protegida por legislação portuguesa ou da Comunidade Europeia.